# Àcid xènic
L'àcid xènic és un compost de gas noble format per la dissolució de triòxid de xenó en aigua. La seva fórmula química és {\displaystyle {\ce {H2XeO4}}}. És un agent oxidant molt potent, i la seva descomposició és perillosa donat que allibera grans quantitats de productes gasosos: xenó, oxigen, i ozó.
La seva existència fou predita per Linus Pauling l'any 1933. Les sals químiques d'àcid xènic van rebre el nom de xenats, que contenen l'anió {\displaystyle {\ce {HXeO4-}}}. Tendeixen a ser disproporcionats en gas xenó i perxenats:
2 HXeO−
4 + 2 OH−
 → XeO4−
6 + Xe + O
2 + 2 H
2O
3 O
2 (g) → 2 O
3 (g)